# Cuadriparesia
La cuadriparesia (a veces con acento: cuadriparesía) se refiere a la disminución de la fuerza motora o parálisis parcial que afecta a los cuatro miembros. Cuando se afecta el rostro y la cabeza la debilidad motora puede ser fácilmente evidente o no.
La cuadriparesia se distingue de la cuadriplejia en que en esta última hay inmovilidad en vez de simplemente debilidad.